# 한국민속학회
한국민속학회는 한국과 타 지역의 민속을 조사․연구함으로써 민속학과 문화발전에 기여할 목적으로 2008년 7월 23일 설립된 대한민국 문화체육관광부 소관의 사단법인이다. 사무실은 서울특별시 마포구 토정로25길 41에 있다.

## 주요 사업
- 연구회․강연회․국제학술회의 개최
- 민속자료의 수집․조사․연구
- 기관지『韓國民俗學』간행
- 기록보존(간행물․영화․음반 등)에 관한 사업
- 해외 민속학회와 교류
- 기타 본 회의 목적과 관계되는 사업